# Uniunea Producătorilor de Fonograme din România
La Uniunea Producătorilor de Fonograme din România (UPFR) è un'organizzazione non governativa non a scopo di lucro che tutela l'industria musicale della Romania e i musicisti, interpreti, autori e compositori che ne fanno parte. È membro dell'International Federation of the Phonographic Industry.
Sin dalla fondazione, la Uniunea Producătorilor de Fonograme din România si è occupata di stilare la Romanian Top 100, la prima classifica rumena relativa alla vendita dei singoli sul territorio nazionale. La pubblicazione della classifica è terminata nel 2012, quando è stata sostituita dalla Airplay 100, la classifica radiofonica ufficiale del paese.